# Paraxenoda
Paraxenoda là một chi bọ cánh cứng trong họ Chrysomelidae.
Chi này được miêu tả khoa học năm 1999 bởi Mohamedsaid.

## Các loài
Các loài trong chi này gồm:
- Paraxenoda beeneni (Doberl, 1995)
- Paraxenoda biru (Mohamedsaid, 2001)
- Paraxenoda mahsuri (Mohamedsaid, 2001)
- Paraxenoda nigripennis (Jiang, 1990)
- Paraxenoda poringica (Mohamedsaid, 2001)
- Paraxenoda punctata Mohamedsaid, 1999